# Cheung Chau

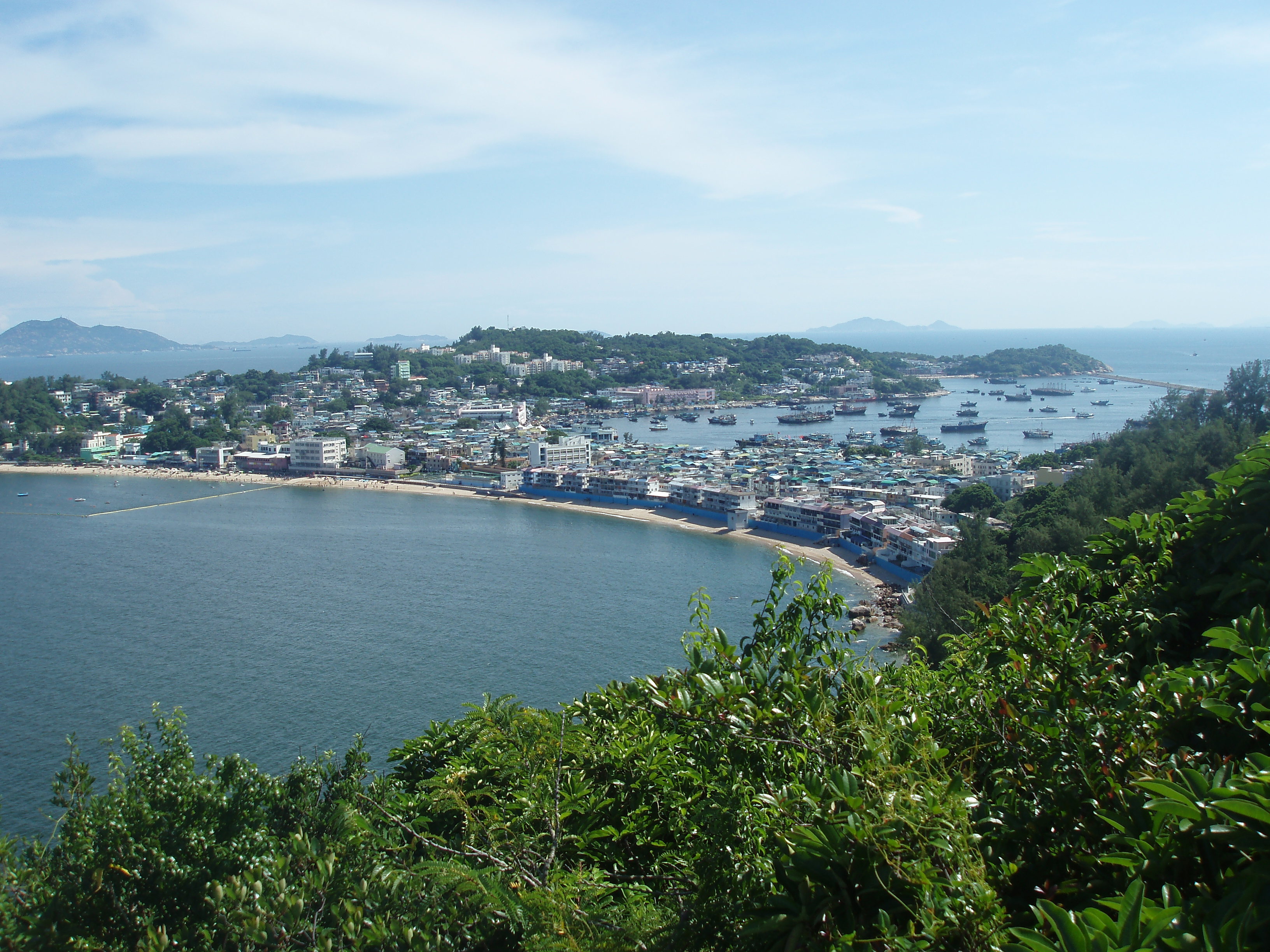
Cheung Chau

Cheung Chau is een klein Hongkongs eiland dat tien kilometer ten zuidwesten van Hongkong-eiland ligt. Het eiland wordt onder lokaal bestuur van Islands District geplaatst. Een ander politiek orgaan is het plattelandscomité. In 2006 had het eiland een populatie van ongeveer dertigduizend mensen.
De bewoners van het eiland zijn een mix van Hoklo, Hakka, Chaozhounezen en Kantonezen. Vroeger waren ze bijna allemaal vissers. De dorpjes op het eiland kan men vergelijken met Urk, Volendam, Marken etc. die vroeger ook vooral van de visvangst leefden en nu hun bron van inkomsten in toerisme hebben gevonden.

## Trekpleister
Het eiland is beroemd om de taipingqingjiao Cheung Chau Broodjesfestival dat hier jaarlijks wordt gehouden en duizenden bezoekers naar het eiland trekt.
Wat opvalt is dat er nauwelijks verkeer is op het eiland.

## Educatie
Er zijn vier basisscholen en twee middelbare scholen op Cheung Chau. Deze zijn C.C.C. Cheung Chau Church Kam Kong Primary School, Cheung Chau Fisheries Joint Association Public School, Cheung Chau Sacred Heart School, Kwok Man School, Buddhist Wai Yan Memorial College en Cheung Chau Government Secondary School.

### Tempels
- Pak Taitempel van Cheung Chau - een van de oudste tempels in Hong Kong. De tempel werd in 1783 gebouwd en in 1989 compleet gerestaureerd door schilderen. Het is een tempel van de god Bei Di
- Vier tempels zijn de tempels van Tin Hau op het eiland en houdt onder andere de Pak She Tin Hautempel in.
- Kwan Kung Chung Yi Ting - een tempel van de god Guan Di